# Inklinacija orbite
Inklinacija je kut između neke zadane ravnine i referentne ravnine (najčešće ekliptika ili ekvator matičnog tijela) i izražava se u stupnjevima (°). 
U astronomiji su od interesa sljedeće inklinacije:
- Nagib osi

- kut između osi rotacije nekog tijela i osi njegove orbitalne ravnine)
- Inklinacija prema ekliptici.

- kut između orbite nekog planeta i ekliptike. Nagib osi Zemlje uzrokuje Godišnja doba
- Inklinacija prema ekvatoru planeta

- kut između orbite nekog satelita i ekvatora matičnog planeta

### Orbite
Inklinacija je jedan od 6 orbitalnih parametara koji u potpunosti opisuju oblik i orijentaciju orbite nebeskog tijela.
U Sunčevom sustavu, inklinacija (i na slici 1, dolje) orbite planeta je definirana kao kut između orbitalne ravnine planeta i ekliptike (orbitalna ravnina Zemlje). Inklinacije se može mjeriti i naspram drugih referentnih ravnina, npr. Sunčevog ekvatora, orbitalne ravnine Jupitera (kao najvećeg planeta Sunčevog sustava), no za promatrača sa Zemlje, ekliptika je najpraktičniji odabir.
Inklinacija orbita prirodnih ili umjetnih satelita se mjeri u odnosu na ekvatorijalnu ravninu tijela u čijoj su orbiti.
- Inklinacija od 0° znači da satelit obilazi matično tijelo u njegovoj ekvatorijalnog ravnini, u smjeru rotacije planeta.
- Inklinacija od 90° znači da je satelit u polarnoj orbiti, pa satelit prolazi i iznad polova planeta.
- Inklinacija od 180° znači da satelit obilazi matično tijelo u njegovoj ekvatorijalnog ravnini, ali u smjeru obrnutom od rotacije planeta, dakle retrogradno.

## Proračun
U astrodinamici, inklinacija {\displaystyle i\,} se može izračunati na sljedeći način:
{\displaystyle i=\arccos {h_{\mathrm {z} } \over \left|\mathbf {h} \right|}\,}
gdje je:
- {\displaystyle h_{\mathrm {z} }\,} is z-komponenta od{\displaystyle \mathbf {h} \,},
- {\displaystyle \mathbf {h} \,} je vektor orbitalnog momenta okomit na orbitalnu ravninu.

## Poveznice
- Nagib osi
- Promjena nagiba orbite